# Root.cz
Root.cz je český internetový zpravodajský server zaměřený převážně na operační systém Linux, svobodný software, internetové dění a oblast informačních technologií.
Server založili bratři Tomáš Krause a Michal Krause jako projekt vlastní firmy 4Web a první článek na Root.cz vyšel 26. ledna 1999. Server kromě zpravodajství pravidelně přináší také recenze, návody, tipy a triky určené profesionálům, zároveň také obsah přibližující Linux široké počítačové veřejnosti. V roce 2002 se firma 4Web spojila se společností Internet Info, s.r.o. (servery Lupa.cz, Měšec.cz atd.), která je jeho současným vydavatelem.

## Obsah serveru
Server denně vydává 1–3 články a okolo osmi aktualit, které jsou formou kratších článků, informujících převážně o aktuálním dění.
Od ledna 2005 jsou k dispozici také obecné diskuse, ve kterých mají čtenáři možnost diskutovat nad souvisejícími tématy, radit začátečníkům a řešit aktuální problémy.
Od září 2006 jsou součástí serveru i blogy. Na nich mohou čtenáři psát tematické články, které souvisejí se zaměřením serveru. Blogovací systém je přísně moderován a mohou na něm vycházet jen takové texty, které splňují takzvaný kodex blogera. V něm se především autor zavazuje, že se bude tematicky držet zaměření serveru.
Rovněž v září 2006 byla spuštěna wiki, na které je možno najít čtenářské tipy, triky, návody, informace o software a podobně. Na wiki také probíhal český překlad knihy Svobodná kultura, jejímž autorem je Lawrence Lessig.
V prosinci 2007 přibyla další služba — elektronická knihovna. V ní je možno najít knihy, manuály, návody, příručky a další materiál týkající se nejen Linuxu. Všechny materiály jsou k dispozici pod licencemi, které dovolují jejich volné šíření. Knihy jsou tematicky řazeny a je možno v nich fulltextově vyhledávat.
V lednu 2008 byl otevřen archív manuálových stránek. V něm je k dispozici několik tisíc stránek tříděných do mnoha kategorií, v nichž je rovněž možné fulltextové hledání.
Na konci ledna 2008 bylo spuštěno nové diskusní fórum. Přibyla podpora avatarů a takzvaná „aura“, která vyjadřuje důvěryhodnost daného diskutéra.
Od roku 2009 se root.cz podílí na vydávání magazínu OpenMagazin.
V lednu 2016 dostala stránka po 11 letech nový vzhled, který výrazně změnil tvář původního serveru.

## Komunita
Server je využíván jako médium české linuxové komunity.
K serveru dříve patřil také butik, který nabízel tematické zboží jako jsou trička, mikiny a další. Obvykle na nich byl vyobrazen tučňák Tux či nápis Linux.
Od října 2005 k serveru patří také pravidelný sobotní komiks zaměřený na dění v linuxové komunitě. Původní komiks připravovala až do července 2006 komiksová dvojice Jojin&HedgeHog. Pozdější komiks pak připravoval Tomáš Kučera, Petr Šimčík, Jana Lučeničová a Jiří Hovorka.
Od 28. ledna 2019 byla po dvaceti letech fungování serveru zavedena nutnost přihlášení pro přidávání komentářů na fórum a pod články. Toto opatření, spolu se zakázáním diskusí pod komiksy, mělo za následek zánik místní komunity.[zdroj?]

## Šéfredaktoři
- Michal Krause (26. ledna 1999 – 14. října 2003)
- Drahomíra Doležalová (15. října 2003 – 31. března 2005)
- Petr Krčmář (od 1. dubna 2005)

## Zobrazování reklamy
V roce 2014 zavedl server zobrazování výrazného žlutého pruhu s textem Prosíme, neblokujte reklamu na našem webu. Je to hlavní zdroj našich příjmů. Děkujeme. v dolní části okna obrazu. Důvodem podle serveru je, že blokováním reklamy čtenáři „poškozují autory a redakci a stávají se na webu černými pasažéry“. Informační pruh se zobrazí i v případě, kdy uživatel v prohlížeči vypne JavaScript.